# راندي هاريسون
راندي هاريسون (بالإنجليزية: Randolph Clark Harrison )‏ (و. 1977  م) هو ممثل مسرحي، وممثل أفلام، وممثل تلفزي، وممثل أمريكي، ولد في ناشوا، بدأ مشواره المهني سنة 2000.

## التعليم
تعلم في جامعة سينسيناتي.

## وصلات خارجية
- راندي هاريسون على موقع IMDb (الإنجليزية)
- راندي هاريسون على موقع ألو سيني (الفرنسية)
- راندي هاريسون على موقع أول موفي (الإنجليزية)
- راندي هاريسون على موقع قاعدة بيانات برودواي على الإنترنت (الإنجليزية)
- راندي هاريسون على موقع إن إن دي بي (الإنجليزية)
- راندي هاريسون على موقع قاعدة بيانات الفيلم (الإنجليزية)
- راندي هاريسون على موقع كينوبويسك (الروسية)